# Kauko Kare

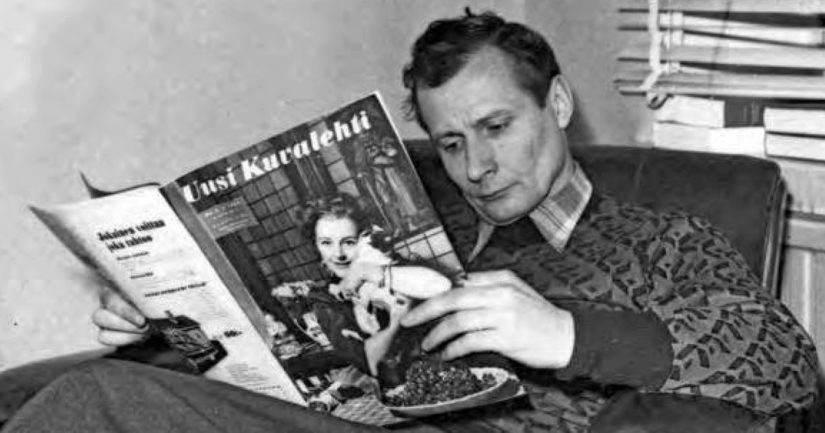
Kauko Kare i början på 1960-talet.

Kauko Aatos Kare, född 19 april 1914 i Hattula, död 21 mars 1996 i Helsingfors, var en finländsk författare och journalist.
Kare avlade studentexamen i Tavastehus 1932. Han var journalist vid olika dagstidningar 1936–1948, redaktionssekreterare för tidskriften Suomalainen Suomi 1948–1952 och 1957–1966. År 1957 avlade han filosofie kandidatexamen. Han grundade 1967 förlaget Alea-kirja Oy, som utgav bland annat högertidskriften Nootti (grundad 1968) och litteratur som de stora förlagen av någon anledning ratat. Han blev under Urho Kekkonens era känd som en oförsonlig kritiker av det politiska etablissemanget; pamfletten Tähän on tultu (1967) såldes i över 70000 exemplar.
Kare skrev bland annat biografier över Juho Kusti Paasikivi och Lauri Pihkala, författarporträtt av Toivo Pekkanen och Yrjö Jylhä samt ett antal skönlitterära arbeten och översättningar.

### Uppslagsverk
- Kauko Kare i Uppslagsverket Finland (webbupplaga, 2012). CC-BY-SA 4.0